# 城市之光書店

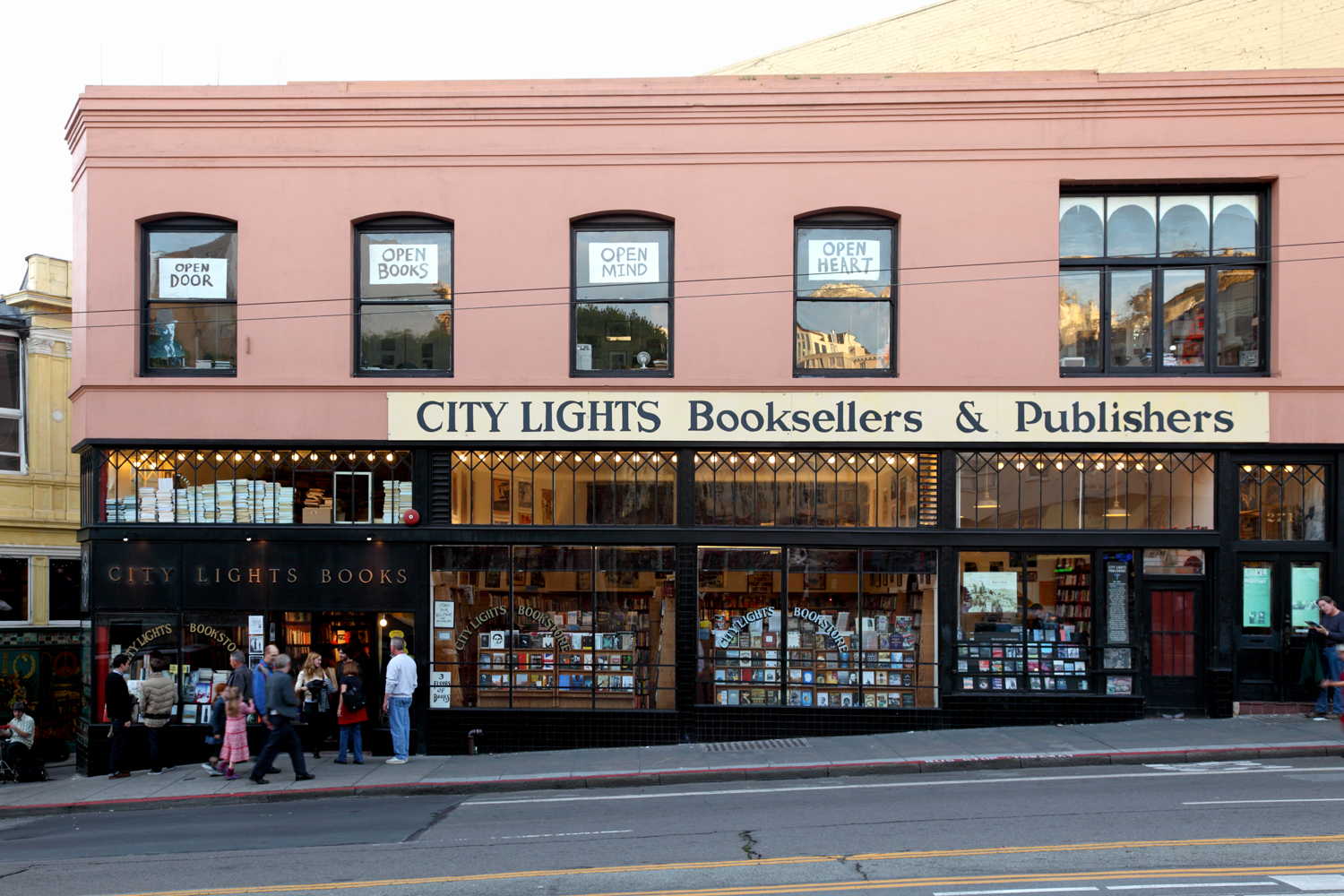
城市之光書店， 2010年。

37°47′51.46″N 122°24′23.67″W / 37.7976278°N 122.4065750°W
城市之光書店（英語：City Lights Booksellers & Publishers）是一家位於美國舊金山的獨立書店和出版社，專門出版和販售文學、藝術、進步主義等相關的書籍，同時也是非營利的城市之光基金會之所在。
這家書店在1953年由詩人勞倫斯·費林赫迪和彼得·D·馬丁（兩年後離去）共同創立，后因出版了艾倫·金斯堡的著作《怒吼》而為人所知。
2001年，城市之光被指定為官方歷史名勝。

## 歷史

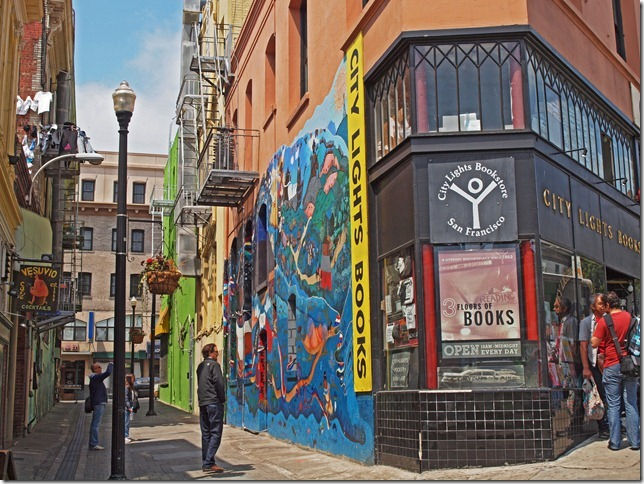
城市之光書店外觀，2013年。

在1952年，彼得·D·馬丁以卓別林的電影《城市之光》作為名稱發行雜誌，專門刊載一些灣區作家如飛利浦·拉曼提亞、寶琳·凱爾、傑克·史派塞、羅伯特·鄧肯、勞倫斯·費林赫迪等人的作品。
一年之後，馬丁決定以同樣的名稱開設一家書店來支持雜誌的發行。
書店位於哥倫布大道261號。
最初城市之光與其它店家共用店舖，之後才逐漸擴張到整棟建築。
這家專門販售平裝書的書店在當時是一項創舉。
1953年費林赫迪在這家小書店遇上馬丁，並以雜誌供稿人的身份作了自我介紹。費林赫迪提到他一直想要有一家書店。
不久之後馬丁同意兩人合夥，以每人500美元的資金共同經營書店。
出於某些原因馬丁決定回到紐約。在1955年，馬丁以1000美元的價格將書店的股份賣給費林赫迪。
之後馬丁也在紐約開設了一家紐約客書店（New Yorker Bookstore）。
由於費林赫迪過去在巴黎唸書的經驗，他相當熟悉書店同時經營出版社的傳統。
他決定出版一些小的平裝詩集。城市之光出版的第一本書就是他個人的詩集《Pictures of the Gone World》。
2001年6月11日，舊金山市監事會議將城市之光書店列為官方歷史名勝。
這是頭一次以商業單位而非以建築的名義入選，讚許城市之光「在舊金山乃至整個國家的文學、文化發展上扮演了開創性的地位」。

## 外部連結
- 城市之光官方網站（页面存档备份，存于）